# Ekonomska i monetarna unija Evropske unije
Ekonomska i monetarna unija (EMU) je termin kojim se označava grupa politika usmerenih ka konvergiranju privreda zemalja članica Evropske unije u tri stupnja. Pravila pokrivaju 20 zemalja evrozone, kao i nevropske zemlje Evropske unije.
Ideja monetarne unije je veoma stara i smatra se da potiče iz antičkih vremena. Osim antičke Grčke i Starog Rima i njihovih osvojenih teritorija, kao oblike monetarnih unija treba pomenuti i monetarnu uniju Engleske i Škotske (1707), monetarnu unifikaciju Italije (1861), Latinsku monetarnu uniju (nastalu na predlog Belgije, 1865), skandinavski monetarni sistem (1873—1920), monetarnu uniju između Belgije i Luksemburga (1923), kao i monetarnu unifikaciju zapadne i istočne Nemačke u periodu nakon Hladnog rata.
EU se figurativno prikazuje kao konstrukcija ujedinjena pod istim krovom, sa tri stuba. EMU je deo prvog stuba u strukturi EU. Ideja za stvaranje EMU je prvi put pomenuta na samitu u Hagu 1969, zatim je zanemarena, da bi '80-ih počele pripreme za uvođenje nove valute. Prvi značajan korak je bilo uvođenje EMS (Evropskog monetarnog sistema) 13. marta 1979, na osnovu odluke Saveta ministara sa Briselskog samita 1978. EMS se zasnivao na mehanizmu ograničenja za međusobne fluktuacije valuta zemalja članica EU pod nazivom ERM (Exchange Rate Mechanism). To je bio sistem fiksiranih deviznih kurseva koji bi se povremeno prilagođavali tržišnim kriterijumima. Uveden je i EKI (ECU - European Currency Unit) - monetarna jedinica koja je predstavljala različite fiksirane količine svake od valuta u EMS-u. Pre nego što je 1979. nazvana ECU, monetarna jedinica se zvala UA (Unit of Account) i EUA (European Unit of Account).
EMS je nastao zbog bojazni pojedinih zemalja, kao što su Nemačka, Austrija, Belgija, Holandija i Luksemburg, da će usled inflatornih trendova drugih valuta njihova valuta postati skuplja i otežavati izvoz. Zemlje sa inflatornom valutom su imale probleme sa uvozom, koji je neprestano poskupljivao, a tu spadaju Italija, Španija i Portugal. Španija je ušla u EMS 1989, Britanija 1990, a Portugal 1992. godine.

## Istorija
Ideja of an ekonomskoj i monetarnoj uniji u Evropi je prvi put pokrenuta pre uspostavljanja Evropske zajednice. Na primer, Latinska monetarna unija je postojala tokom perioda 1865-1927. U Društvu naroda, Gustav Štrezeman je pokrenuo 1929. godine pitanje evropske valute u okruženju rastuće ekonomske podele usled formiranja brojnih novih nacionalnih država u Evropi nakon Prvog svetskog rata.
Prvi pokušaj da se kreira ekonomska i monetarna unija između zemalja članica Evropske zajednice predstavlja jedna inicijativa Evropske komisije iz 1969. godine, kojom je utvrđena potreba za „većom koordinacijom ekonomskih politika i monetarne saradnje”, nakon čega je usledila odluka šefova država ili vlada na sastanku na vrhu u Hagu 1969. godine o formulisanju plana po fazama s ciljem stvaranja ekonomske i monetarne unije do kraja 1970-ih.
Na temelju raznih prethodnih predloga, ekspertna grupa kojom je predsedavao premijer Luksemburg i ministar financija, Pjer Verner, predstavila je u oktobru 1970. godine prvi zajedničko prihvaćeni plan za stvaranje ekonomske i monetarne unije u tri faze (Vernerov plan). Projekat je doživeo ozbiljne zastoje usled krize koja je proistekla iz nekonvertibilnosti američkog dolara u zlato u avgustu 1971. godine (i.e. kolapsa Bretonvudskog sporazuma) i rastućih cena nafte 1972. godine. Pokušaj da se ograniče fluktuacije evropskih valuta, koristeći pristup zmije u tunelu, nije uspeo.
Debata o EMU je u potpunosti ponovno pokrenuta na Hanoverskom samitu u junu 1988. godine, kada je od jedne ad hok komisije (Delorsov komitet) guvernera centralnih banaka dvanaest država članica, kojom je predsedavao predsednik Evropske komisije, Žak Delors zatraženo da predloži novi raspored sa jasnim, praktičnim i realnim koracima za stvaranje ekonomske i monetarne unije. Ovaj način rada izveden je iz Spakove metode. Delorsov izveštaj iz 1989. godine utvrđuje plan za uvođenje EMU u tri faze i uključuje stvaranje institucija kao što je Evropski sistem centralnih banaka (ESCB), koje bi postale odgovorne za formulisanje i sprovođenje monetarne politike.

## Kursevi valute i režim centralne banke: rukovodstvo u sklopu EMS

### Hegemonski
- Jedna zemlja određuje monetarnu politiku, a druga zemlja određuje kamatne stope kako bi sprovela takvu politiku
- Pozitivno - centralna banka periferne zemlje mora biti jako disciplinovana – monetarna ekspanzija mora brzo biti preusmerena, jer će se novac uliti u ruke centralnoj zemlji sa višim kamatnim stopama
- Negativno – u recesiji kamatne stope padaju (umanjen je zahtev za novac), novac se odliva u centralnu zemlju sa višom kamatnom stopom, inflacija se susreće sa sterilizacijom (prodaja obveznica)

### Simetrični (kooperativni)
- Obe zemlje vode politiku zajedno sa neutralnom centralnom bankom
- Ovo je bio inicijalni cilj EMS sa ECU, kao neutralnom jedinicom valute za merenje nepravilnosti - zemlja čija valuta odskače previše morala bi da preuzme akcije koristeći monetarnu politiku
- Korištenje valute druge zemlje znači da je korektivna politika simetrična
- Ovo nije bilo efektivno u praksi - centralna banka slabe zemlje bi prodala (jake) nemačke marke, kamatne stope bi pale, tako da bi Bundesbanka morala da reaguje, da steriliše, kupujući marke nazad kroz operacije na otvorenom tržištu

Kada bi ustanovljeni kursevi dolazili u opasnost da se naruše, centralne banke bi reagovale promenom ponude novca, kratkoročnih kamatnih stopa i kontrolom kapitalnih transakcija. Inflacija u zoni EMS je pala sa 12% 1980. na 5,0% u 1991. i 4,0% 1992. I kada je izgledalo da EMS uspešno funkcioniše, sistem se iznenada raspao ispadanjem nekoliko valuta iz njega, tj. prekoračenjem dozvoljenog nivoa fluktuacija. Iz EMS su ispali: lira, funta, pezeta i eskudos. Kada je došlo do ispadanja ovih valuta, već je bilo u toku trostepeno uvođenje jedinstvene valute.
Ekonomska i monetarna unija koje za svoju osnovu imaju jedinstveno unutrašnje tržište, definisane su sporazumom u Mastrihtu. U opštim odredbama definišu se ciljevi unije, stvaranje ekonomske i monetarne unije na jedinstvenom tržištu, bez unutrašnjih granica i sa jedinstvenom valutom.
Ekonomska i monetarna unija je proces kojim zemlje članice EU usklađuju svoje ekonomske i monetarne politike sa krajnjim ciljem usvajanja jedinstvene valute - EURA. Sam proces stvaranja EMU odvijao se u tri faze: 
- Prva faza[8] (1990—1993) – sa ciljem da se osigura slobodno kretanje kapitala, kao i da se ostvari koordinacija ekonomske politike i uža saradnja centralnih banaka
- Druga faza (1994—1998) – sa ciljem približavanja ekonomskih i monetarnih politika zemalja članica (kako bi se osigurala stabilnost cena i javnih finansija)
- Treća faza (od 1999) – sa ciljem osnivanja Evropske centralne banke, utvrđivanja kursa i uvođenja jedinstvene valute.

### Sedište Evropske centralne banke u Frankfurtu
Za sprovođenje evropske monetarne politike zadužena je Evropska centralna banka.
Evropskom centralnom bankom upravlja izvršni odbor od šest članova, uključujući predsednika i potpredsednika, koji su imenovani na osam godina, bez prava ponovnog izbora, i 15 guvernera nacionalnih banaka. Članovi Odbora guvernera su i predsednici Evropske komisije i Saveta ministara, ali bez prava glasa. Bira ih Evropski savet. Osnovni zadatak ECB je očuvanje stabilnosti cena, a sporedni je pomaganje ekonomskih politika zemalja članica evro-zone. Drugi zadatak se odnosi na ekspanzivnu monetarnu politiku radi podrške ekonomskim politikama vlada evro-zone. Na stabilnost cena utiču i zemlje članice svojom fiskalnom politikom, preko državne potrošnje, državnim intervencijama i politikom rasta i zapošljavanja, tako da je ECB ograničena u vođenju monetarne politike, zbog čega je teško ostvariti stabilnost cena.
Kao opšti ciljevi EMU prihvaćeni su: slobodna trgovina, slobodna kapitalna kretanja, fiksirani devizni kurs i monetarna autonomija. Pristalice političke integracije su smatrale da je monetarna integracija korak bliže ka političkoj, zato je otpor jedinstvenoj valuti, pored ekonomske, imao i snažnu političku motivaciju od strane zemalja protivnica političke integracije.
EMU je zasnovana na: 
- Harmonizaciji monetarnih politika zemalja članica i uvođenju jedinstvene valute
- Zajedničkim monetarnim rezervama
- Zajedničkoj centralnoj banci
- Jedinstvenoj monetarnoj politici (bez jedinstvene fiskalne i bankarske politike)

Jedinstvenim Evropskim aktom i Sporazumom o Evropskoj uniji stvorena je Ekonomska i Monetarna unija (EMU) i postavljen kamen temeljac za jedinstvenu valutu, evro. Monetarna unija EU se od svih ostalih razlikuje po tome što je prva unija u istoriji gde su se suverene države dobrovoljno dogovorile da izbace iz upotrebe nacinalne valute i uvedu jedinstvenu do tada nepostojeću valutu - evro.

## Svrha jedinstvene valute
Evropska ekonomija predstavlja ogromno jedinstveno tržište. Države članice ostvaruju najveći deo svoje trgovinske razmene unutar Unije. Jedinstvena valuta rešava probleme zamene i doprinosi zajedničkom nastupu Evrope na međunarodnom tržištu. Olakšavajući razmenu i investicije, države euro-zone nastoje i da povećaju broj radnih mesta.
Počev od 1. januara 2002, 15 milijardi novčanica i 60 milijardi kovanica su pušteni u promet u okviru evro-zone. Kako bi simbolički bila prikazana Unija i raznolikost Evrope, sitan novac ima jednu zajedničku stranu za svih 12 zemalja evro-zone (koju simbolizuje 12 zastava) i jednu nacionalnu stranu. Ma čija da je nacionalna strana, sitan novac se može koristiti u celoj evro-zoni. Na novčanicama su štampana tri elementa: kapije i prozori na licu, i mostovi na naličju. Kao inspiracija poslužili su sedam arhitektonskih stilova koji su obeležili evropsku kulturu: klasični, romanski, gotski, renesansni, barokni i rokoko stil, arhitektura gvožđa i stakla i savremena arhitektura.

## Faze uvođenja evra
Uvođenje evra definisano je u tri faze: A, B i C.
- Faza A: započeta 1. 5. 1998. kada je Evropski savet objavio da će 11 zemalja od 15 članica EU uvesti евro, objavljeni su trajni bilateralni kursevi prema nacionalnim valutama; Evropski monetarni institut je transformisan u Evropsku centralnu banku; prva izrada evro novčanica;
- Faza B: karakteriše je primena eura, ali samo kao knjigovodstvenog novca; kursevi evra u odnosu na sve nacionalne valute neopozivo su utvrđeni; ECB preuzima sve odgovornosti: prelazak na evro po pravilu bez pritiska, bez zabrane;
- Faza C: započeta 1. 1. 2002; kada se prvi put pojavljuju novčanice i kovani novac, nacionalne valute postoje uporedo, ali sa istekom ovog roka prestaju da se prihvataju kao zakonsko sredstvo plaćanja.

Uspešan razvoj evra osnov je za stvaranje Evrope u kojoj će se ljudi, usluge, kapital i roba kretati slobodno.
Евro je novostvorena valuta Evropske unije, koja je od 1. 1. 1999. godine postala zakonsko sredstvo plaćanja. Tada je jedan evro vredio 1.18 $. Zemlje koje su prihvatile zajedničku valutu nazvane su zajedničkim imenom Eurolend. Iste dele zajednički novac, zajedničku monetarnu politiku i jedinstvenu politiku deviznih kurseva. Stare valute su trajno eliminisane tj. uništene. Treba istaći da valuta nije samo standardizovana mera vrednosti već ima i ulogu efikasnog sredstva plaćanja, koja omogućava da se obavi proces razmene kao važne faze procesa društvene reprodukcije. Valuta se koristi i kao skladište vrednosti.

### Evro izvan EMU
Konačno, uvođenje evra kao jedinstvene i jedine valute 12 država članica EU ima veliko značenje i za mnoge druge zemlje izvan tog prostora. Evro i službeno ulazi u zemlje koje su do tada koristile neku od valuta koje se povlače iz opticaja. To su tzv. evropske mini države (Andora, San Marino, Monako, Vatikan, Lihtenštajn) ili područja gde je nemačka marka bila jedino sredstvo plaćanja (Crna Gora i Kosovo). Uvođenje evra sa posebnim zanimanjem su pratile i ostale zemlje, pre svega one koje su valutnim odborom i valutnim sidrom bile vezane za DEM ( BiH, Bugarska, Estonija), kao i tadašnji prvi kandidati za primanje u EU, koje su sada već postale članice EU (osim Rumunije), ali ne i Monetarne unije (Kipar, Češka, Estonija, Letonija, Litvanija, Mađarska, Malta, Slovenija, Slovačka, Poljska i Rumunija). Monetarnoj uniji može pristupiti bilo koja zemlja, ukoliko ispunjava usvojene kriterijume za ulazak i svakoj zemlji je ostavljena mogućnost izbora da li želi ući u uniju, o čemu bi u većini zemalja odlučivali građani izjašnjavanjem na referendumu. Ne postoje unapred utvrđena ograničenja vezana za konačan broj zemalja članica. Evro ima i veliku važnost za zemlje izvan Evrope, posebno SAD i Japan.